# Kkachisan (métro de Séoul)
Kkachisan (en coréen : 까치산역) est une station de correspondance entre la ligne 2 (branche Sindorin) et la ligne 5 du métro de Séoul. Elle est située dans l'arrondissement Gangseo-gu, à Séoul en Corée du Sud. 
Ouverte en 1996, elle est desservie : par les rames omnibus, de la ligne 2, qui circulent sur la branche Sindorim ; et par les rames omnibus qui circulent sur de la ligne 5.

## Situation sur le réseau

Plan du réseau (2023)

## Services aux voyageurs

### Desserte

#### Station ligne 2
Kkachisan est desservie par les rames omnibus qui circulent sur la branche Sinjeong la ligne 2 entre les terminus Kkachisan et Sindorim.

Installations
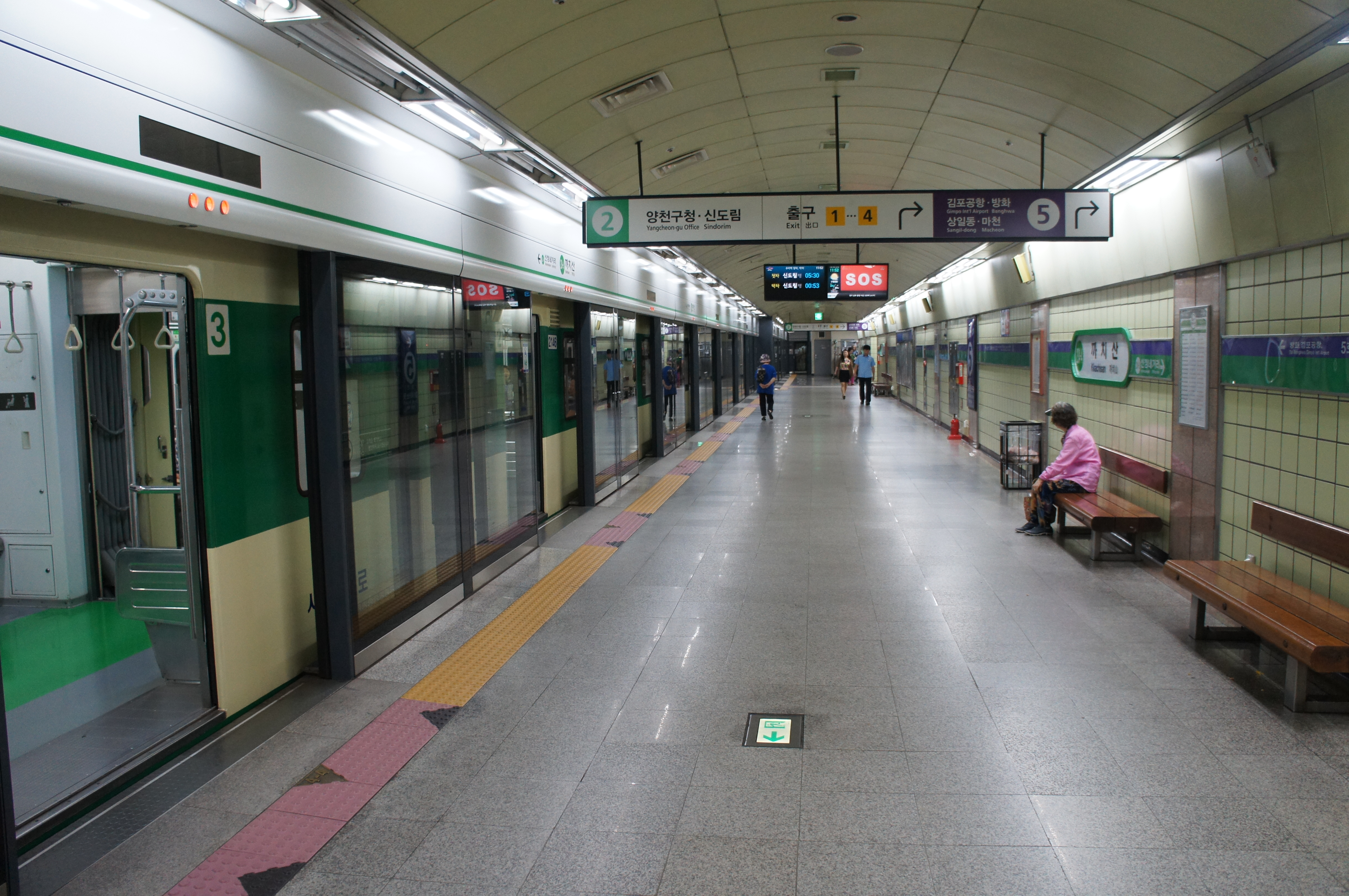
En 2015.
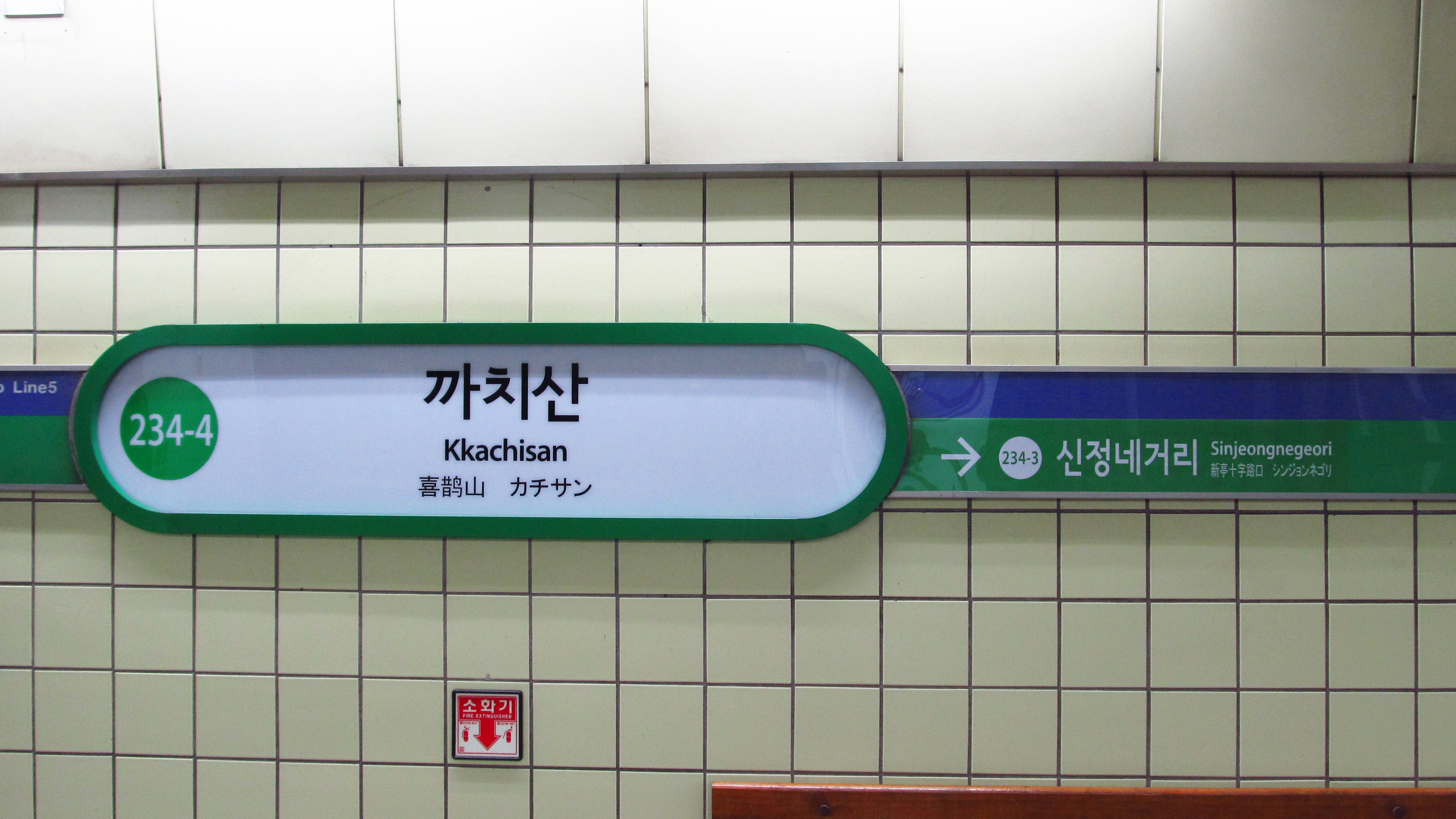
En 2018.
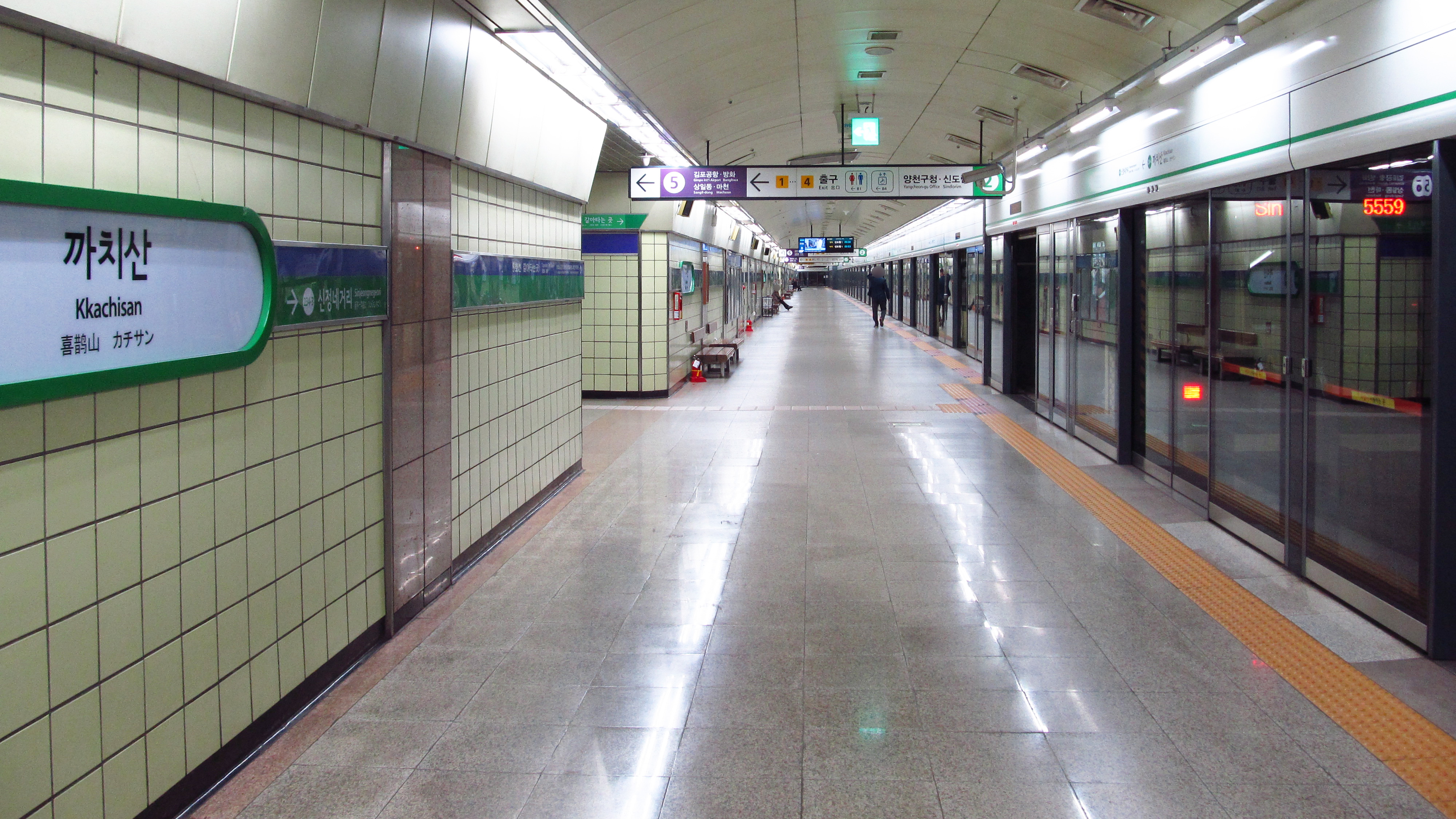
En 2018.

#### Station ligne 5
Kkachisan est desservie par les rames omnibus qui circulent sur la ligne 5 entre les terminus Banghwa et Hanam Geomdansan ou Macheon.

Installations
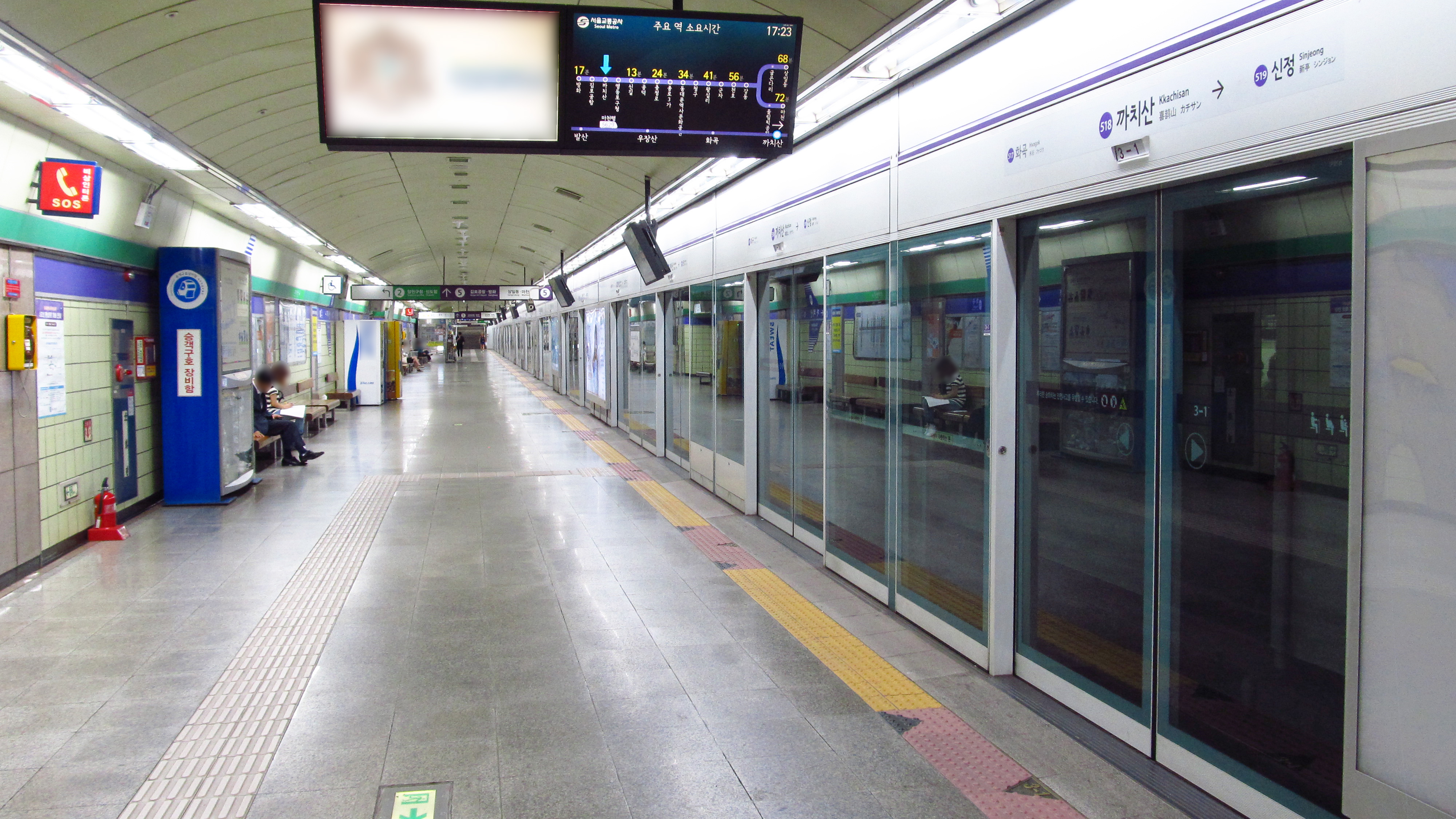
En 2018.
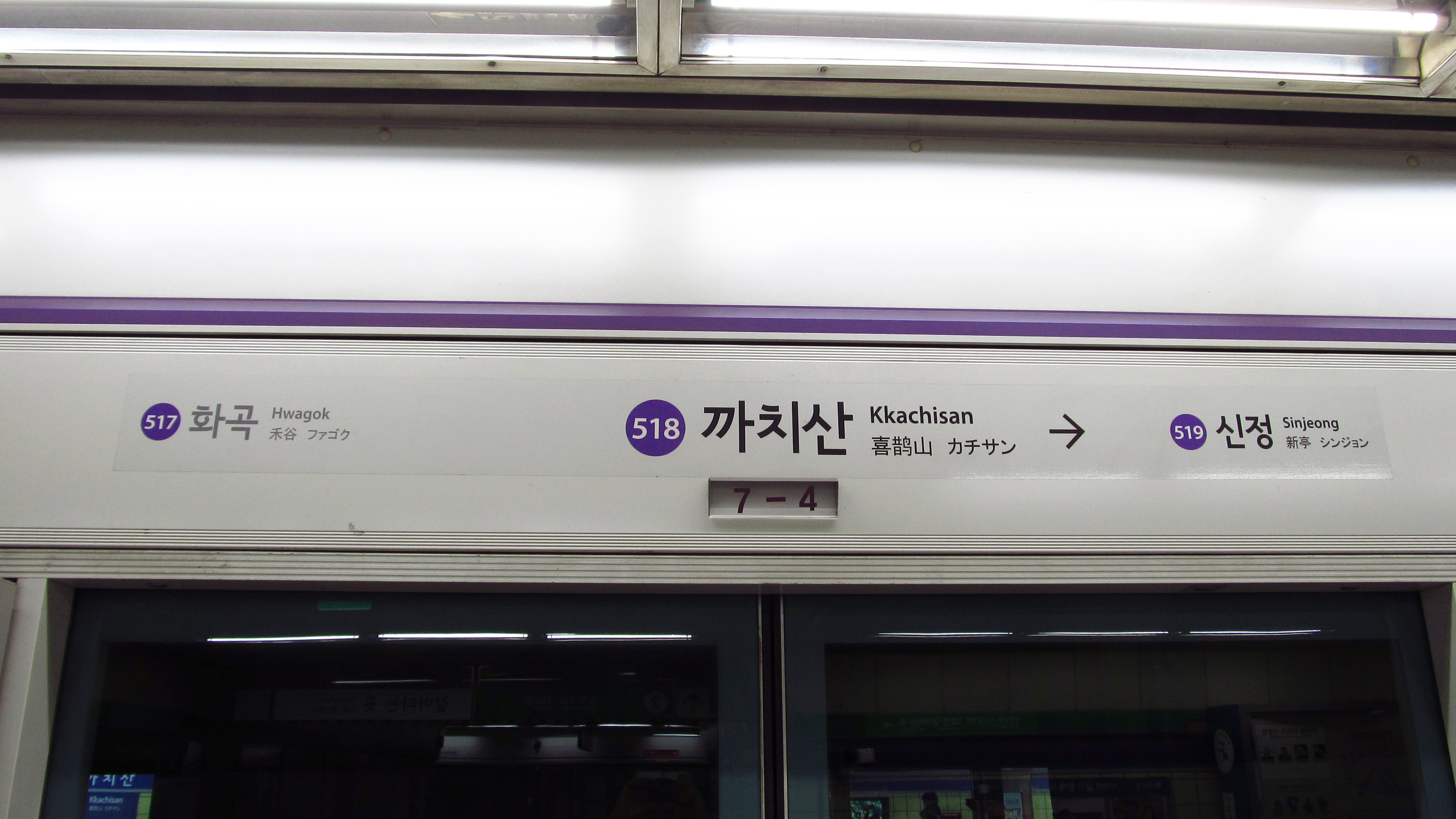
En 2018.
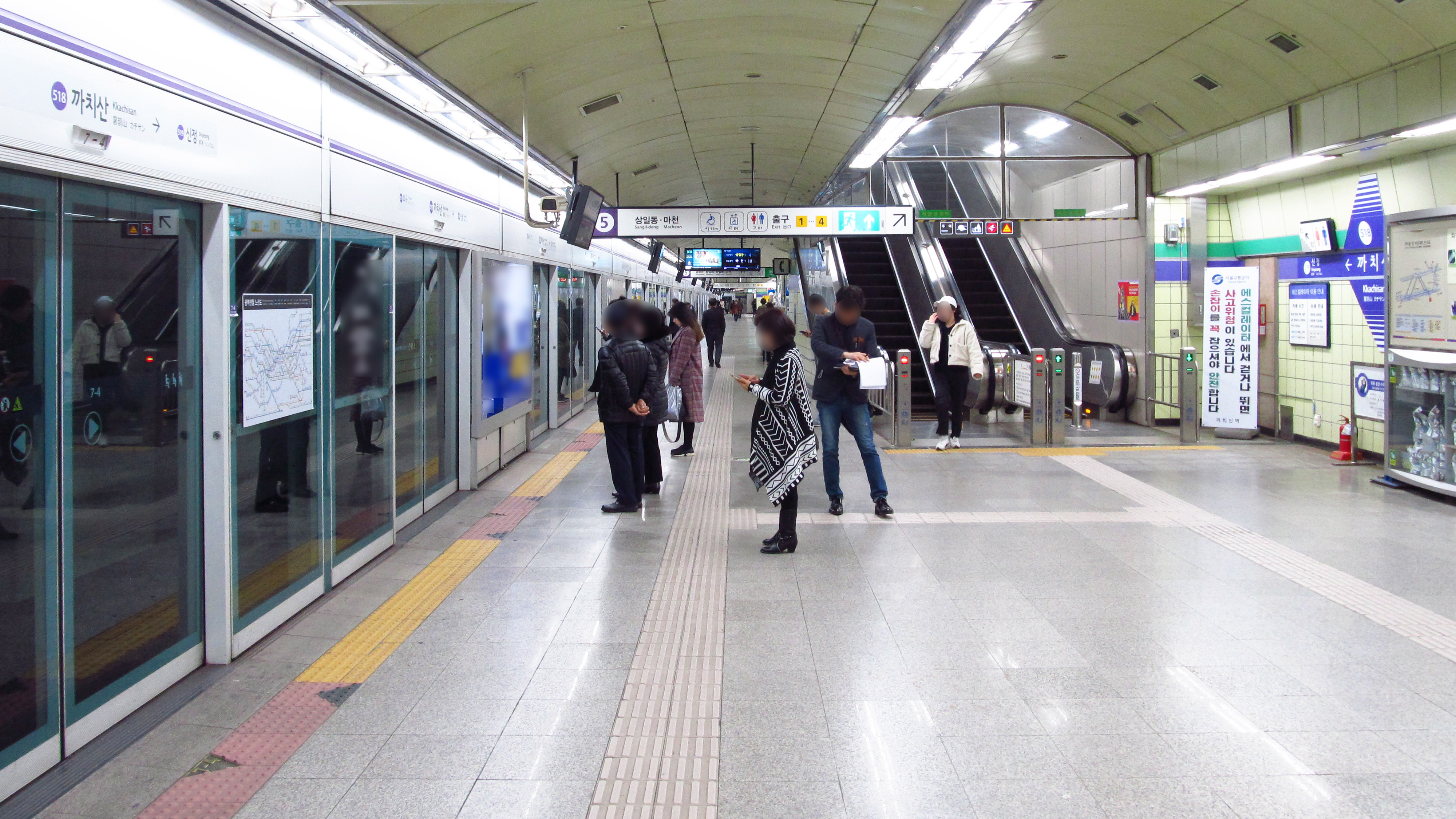
En 2018.

### Intermodalité
Des arrêts de bus sont installés à proximité.